# Provinz Cuneo
Die Provinz Cuneo ist eine italienische Provinz in der Region Piemont mit 581.631 Einwohnern (Stand 31. Dezember 2023). Sie grenzt im Westen an Frankreich, im Norden an die Metropolitanstadt Turin, im Osten an die Provinz Asti und im Süden an die ligurischen Provinzen Imperia und Savona.

## Geographie
Die Provinz wird im Westen und Süden von den Cottischen Alpen bzw. den Seealpen eingefasst. Östlich des Tanaro-Tals fällt das Gelände ab und geht in die Hügellandschaft der Langhe über. Dort öffnet sich das U-förmige Gebirgsmassiv zur Po-Ebene, durchströmt vom Tanaro und seinen zahlreichen Seitenarmen. Links des Tanaro befinden sich noch Ausläufer der Hügel des Montferrat, die die Ebene
zwischen Bra und Saluzzo einzwängen.

### Bergpässe
| Name                                            | Höhe                        | von                         | nach                  | Belag                       |
| ----------------------------------------------- | --------------------------- | --------------------------- | --------------------- | --------------------------- |
| Passo Agnello                                   | 2.748 m                     | Sampeyre (Valle Varaita)    | Molines-en-Queras (F) | Asphalt                     |
| Colle di Sampeyre                               | 2.284 m                     | Sampeyre                    | Stroppo (Valle Maira) | Asphalt                     |
| Colle d’Esischie                                | 2.370 m                     | Ponte Marmora (Valle Maira) | Chiappi (Valle Grana) | Asphalt                     |
| Colle Fauniera (Colle dei Morti)                | 2.481 m                     | Colle Esischie              | Colle di Valcavera    | Asphalt                     |
| Colle Valcavera                                 | 2.416 m                     | Demonte (Valle Stura)       | Colle del Mulo        | Asphalt (Seite von Demonte) |
| Colle della Maddalena                           | 1.996 m                     | Argentera (Valle Stura)     | Larche (F)            | Asphalt                     |
| Colle della Lombarda                            | 2.351 m                     | Vinadio (Valle Stura)       | Isola 2000 (F)        | Asphalt                     |
| Colle di Tenda                                  | 1.871 m                     | Limone Piemonte             | Tende (F)             | Asphalt (Seite von Limone)  |
| Colli Boaria, Perla, dei Signori, Selle Vecchie | 2.111 m (Colle dei Signori) | Colle de Tende              | Monesi (Ligurien)     | Stein                       |
| Colle di Valmala                                | 1.541 m                     | Melle (Valle Varaita)       | Colle di Sampeyre     | Asphalt (Seite von Melle)   |

## Größte Gemeinden
(Stand: 30. Juni 2005)
| Gemeinde           | Einwohner |
| ------------------ | --------- |
| Cuneo              | 54.853    |
| Alba               | 30.181    |
| Bra                | 28.890    |
| Fossano            | 24.224    |
| Mondovì            | 22.092    |
| Savigliano         | 20.510    |
| Saluzzo            | 16.244    |
| Borgo San Dalmazzo | 11.761    |
| Racconigi          | 09.838    |
| Busca              | 09.687    |
| Boves              | 09.536    |
| Cherasco           | 07.633    |
| Barge              | 07.584    |
| Dronero            | 07.127    |

## Wirtschaft
Traditionell leben die Bewohner der Provinz von der Landwirtschaft und der Viehzucht. Als international bekannte Firmen, die in der Region ansässig sind, ist neben dem Harfenfabrikanten Salvi in Piasco noch der Süßwarenproduzent Ferrero in der Stadt Alba zu erwähnen.

## Wintersport
2006 wurde hier die III. Weltmeisterschaft im Skibergsteigen 2006 ausgetragen.